# Emilio Giassetti
Emilio Giassetti (Trieste, 11 febbraio 1906 – Carisio, 4 luglio 1957) è stato un cestista e allenatore di pallacanestro italiano.

## Carriera
Ha giocato con la Ginnastica Triestina, vincendo tre campionati italiani tra il 1930 e il 1934, e con la Borletti Milano, con cui ha vinto i titoli 1936 e 1936-37.
Ha giocato anche con la maglia della nazionale italiana di pallacanestro l'Europeo 1935, le Olimpiadi 1936 e l'Europeo 1937, per un totale di sedici presenze.
Nel 1942, è allenatore designato dell'Italia nell'amichevole contro l'Ungheria; con lui è presente il presidente del Comitato degli Allenatori Federali Guido Graziani. Entrambi vengono confermati anche per l'amichevole femminile Italia-Ungheria.

## Palmarès
- Campionato italiano: 5

Ginnastica Triestina: 1930, 1932, 1934
Olimpia Milano: 1935-36, 1936-37